# Orquestra Tabajara

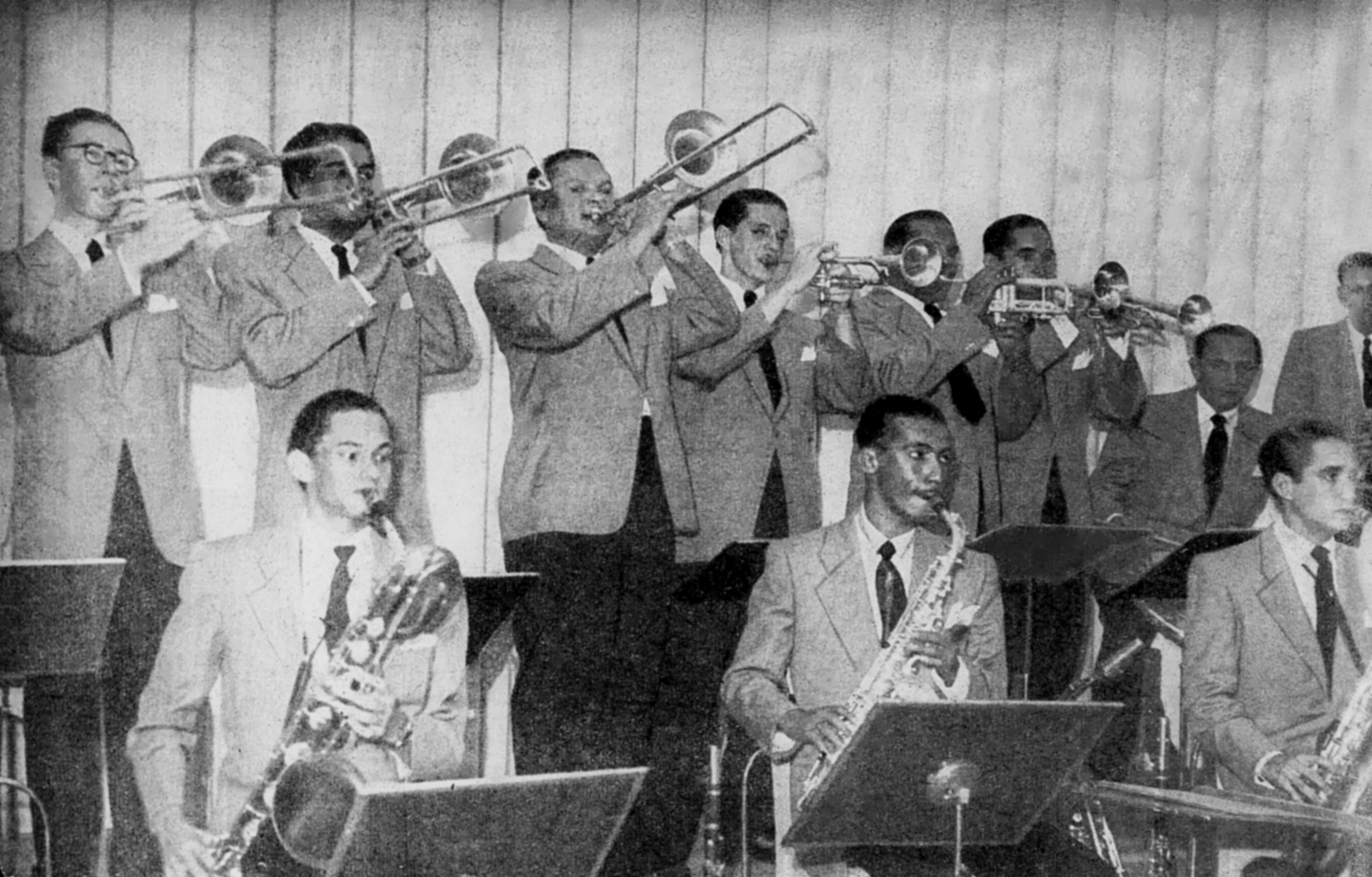
Os dezesseis membros da orquestra, na primeira apresentação no Rio, 1945.

A Orquestra Tabajara é uma orquestra popular brasileira. Fundada em 1934 na cidade de João Pessoa (Paraíba), a orquestra está em atividade atualmente no Rio de Janeiro.

## História

Em 1957.

A Orquestra Tabajara foi fundada em 1934 na cidade de João Pessoa (Paraíba), pelo empresário e cônsul holandês Oliver Von Sohsten. À época da fundação, a orquestra levava o nome de Jazz Tabajara. Em 1937, com a inauguração da Rádio Tabajara, a orquestra foi contratada para fazer parte de seu elenco. Nesse período, Severino Araújo foi convidado para integrar o naipe de saxofones da orquestra, que já contava com músicos conhecidos, dentre os quais pode-se destacar K-Ximbinho, Waldyr Brito (Pássaro triste), José Leocádio, Geraldo Medeiros, Porfírio Costa e Raimundo Napoleão. Cláudio de luna Freire, Olegario de Luna Freire (diretor) etc. Com a morte repentina de Luna Freire, Severino Araujo, aos 21 anos de idade, assumiu a direção da orquestra, que se tornaria uma das mais famosas orquestras populares do Brasil.
Cantores famosos como Francisco Alves, Orlando Silva, Déo, Ciro Monteiro e outros, excursionaram pelo nordeste acompanhados pela orquestra. 
Daí, a fama da orquestra chegou ao Rio de Janeiro, então capital do país e pólo de produção musical. Em dezembro de 1944, a Orquestra Tabajara recebeu da Rádio Tupi o convite para se apresentar na capital e a estreia aconteceu no dia 20 de janeiro de 1945, tendo tido grande repercussão no país.

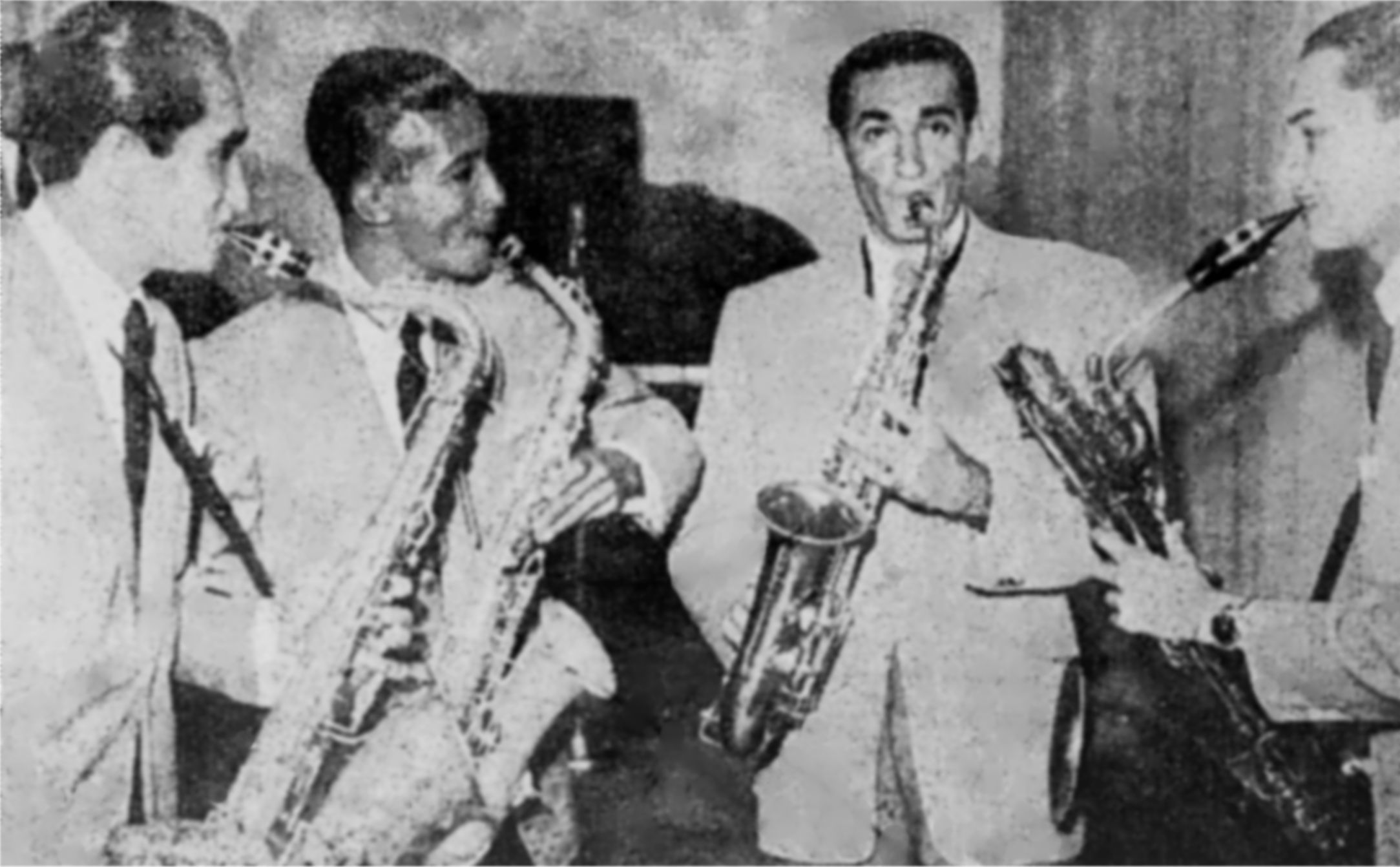
Os quatro saxofonistas da Orquestra Tabajara em 1945 (da esquerda para a direita): Severino, Lourival, José Araújo e Jayme.

A orquestra permaneceu por 10 anos como contratada da Rádio Tupi. Posteriormente, passou mais 5 anos na Rádio Mayrink Veiga, 10 na Rádio Nacional e 5 na TV Rio, onde Severino se destacou com a excelente execução da Abertura do Guarani de Carlos Gomes, no 1º festival internacional da Canção, apresentado pela emissora.
A orquestra já realizou muitas apresentações no exterior. Em 1952 a orquestra tocou em Paris, por ocasião do lançamento do algodão brasileiro, na festa  Festa do Jaques Fath; em 1955, apresentou-se no Carnaval de Montevidéu; no ano de 1961, apresentou-se na feira internacional, em Buenos Aires;
em 1989 tocou no Casino Estoril, de Lisboa e em 1990 excursionou por diversas cidades de Portugal.
Em 2006, Severino Araújo deixou o comando da Orquestra Tabajara. Araújo comandou a Orquestra Tabajara por 74 anos. Seu irmão Jayme Araújo assumiu o comando do grupo.
Em 2012, morre o maestro Severino Araújo aos 95 anos de idade.